# Helen M. Todd

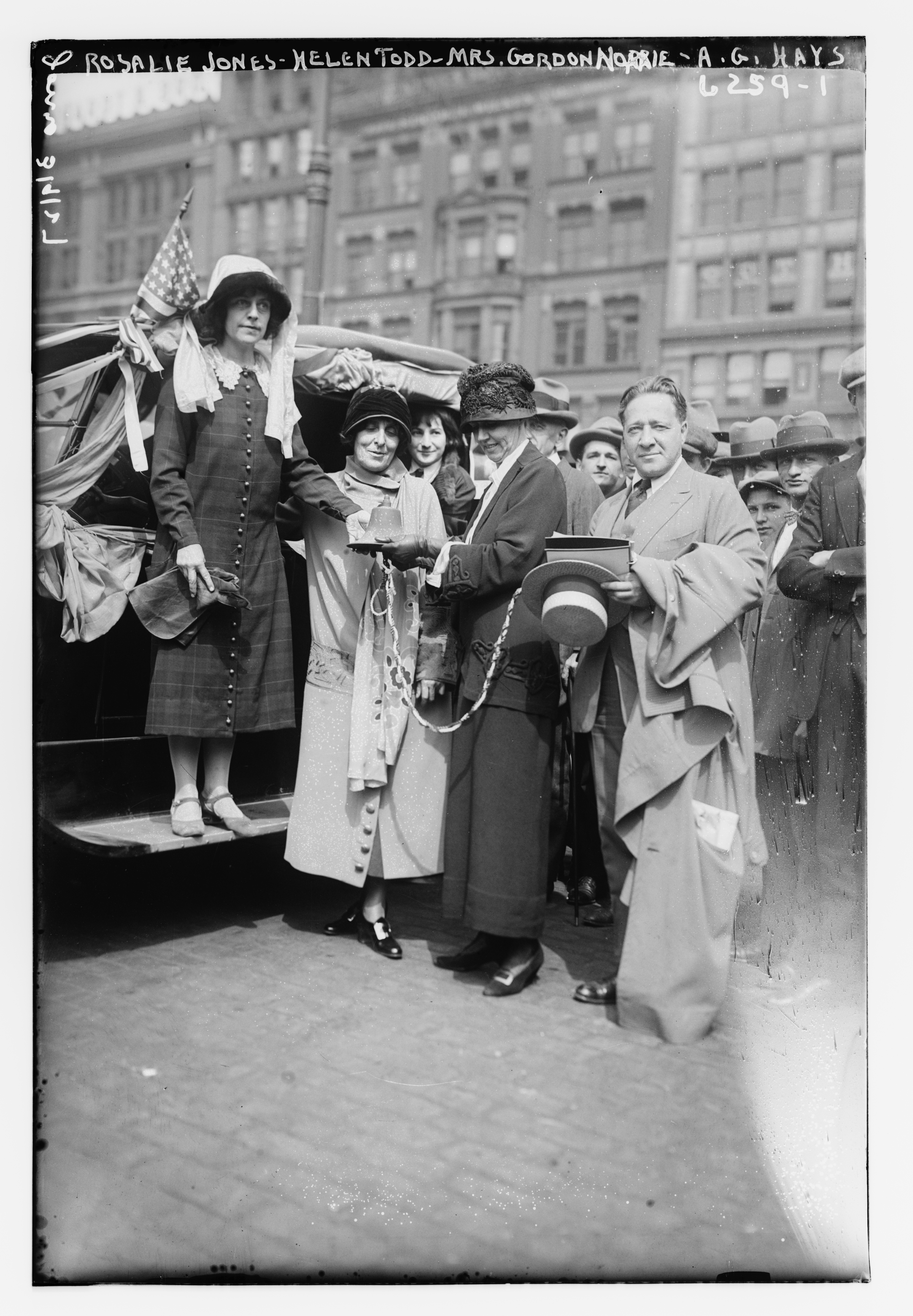
Rosalie Jones, Helen Todd, Sra. Gordon Norrie y AG Hays.

Helen M. Todd (c. 1870 -15 de agosto de 1953) fue una sufragista y activista por los derechos de los trabajadores estadounidense. Todd comenzó su carrera como educadora y luego se convirtió en inspectora de fábricas. Escribió sobre el trabajo infantil en fábricas y se preocupó por la falta de derechos de voto de las mujeres trabajadoras. Todd hizo campaña por el sufragio femenino en los Estados Unidos y fue enviada a Suffrage Special. Después de que las mujeres obtuvieron el derecho al voto, continuó abogando por inmigrantes, trabajadores y mujeres.

## Biografía

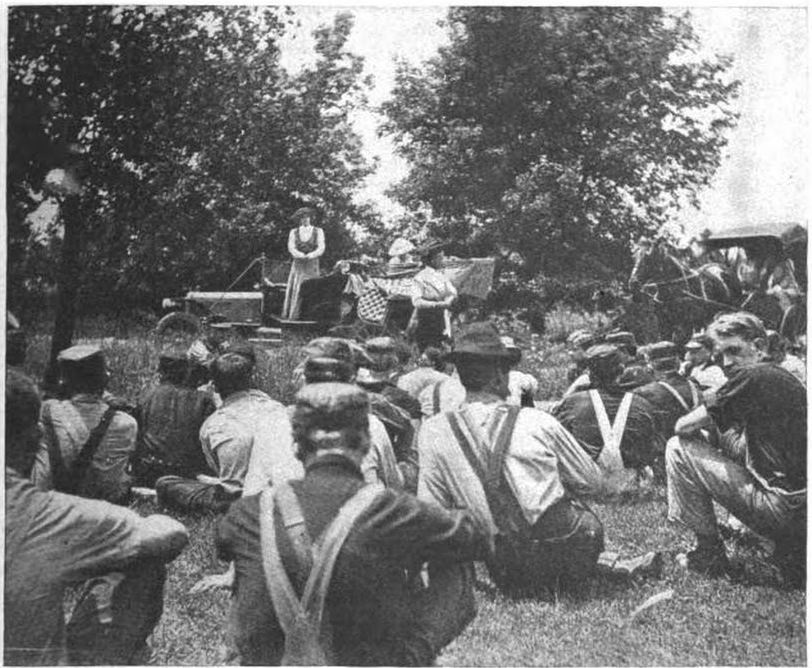
Helen Todd

Al principio de la carrera de Todd, trabajó como maestra en Chicago. Se implicó con Hull House, casas de asentamiento de los movimientos de reforma para reducir las brechas sociales y se convirtió en trabajadora social. Después, fue inspectora de fábricas en el estado de Illinois. Durante su tiempo como inspectora, analizó a los niños trabajadores y sus actitudes sobre el trabajo y la educación. Entrevistó a 800 niños que trabajaban en fábricas y publicó sus hallazgos en la edición de abril de 1913 de la revista McClure's. También le preocupaban las trabajadoras y el hecho de que no tenían poder porque no podían votar, lo que le llevó a interesarse por el movimiento de sufragio femenino.
En 1910, participó en un recorrido en automóvil para apoyar el sufragio de las mujeres, donde ella y otras personas hablaron con los trabajadores de la fábrica. Alrededor de 1911, ayudó a popularizar el eslogan del movimiento laboral,Queremos pan y también rosas. También en 1911, fue a San Francisco para hablar sobre el tema del sufragio y el trabajo de mujeres y niños. Las mujeres de San Francisco le pidieron que se quedara para ayudar a organizar y apoyar el esfuerzo de alentar a las mujeres a votar en California. Helen Todd pidió a las mujeres en California que usaran su derecho al voto para ayudar a mejorar la vida de los trabajadores, especialmente de las trabajadoras.
Todd continuó ayudando en otros estados para implantar el sufragio femenino, pero finalmente llegó a sentir que una enmienda para el sufragio nacional de las mujeres era crítica. En 1913, testificó frente a la Cámara de Representantes sobre el sufragio femenino. Ella habló con hombres en Nueva York, instándolos a apoyar el derecho al voto de las mujeres en 1915. En 1916 fue enviada del estado de Nueva York en el Suffrage Special, que recorrió los Estados Unidos alentando el apoyo al sufragio nacional de las mujeres. Cuandoel grupo de mujeres Silent Sentinels fueron arrestadas y maltratadas en prisión,Todd trabajó para investigar los abusos. Ella representó al Comité de 1,000 mujeres que instó a su liberación.
Después de que las mujeres obtuvieron el derecho al voto, Todd continuó abogando por las mujeres y los trabajadores. En 1920, creó un comité de Woman to Woman que llevaría a las mujeres trabajadoras e inmigrantes al diálogo con las mujeres estadounidenses. Cuando los comunistas rusos fueron deportados, ella trabajó para ayudar a los 100 niños y esposas de estos hombres. También hizo campaña por el derecho de las mujeres al control de la natalidad, trabajando con Margaret Sanger. Ayudó a crear viviendas de bajo coste llamadas Twin Oaks en Greenwich Village para artistas, trabajando con Otto H. Kahn y Samuel Untermyer.
Todd murió el 15 de agosto de 1953, en el Columbus Hospital en Nueva York.